# Ардмор (Тенеси)
Ардмор (енгл. Ardmore) град је у америчкој савезној држави Тенеси.

## Демографија
По попису из 2010. године број становника је 1.213, што је 131 (12,1%) становника више него 2000. године.
| Група             | 2000.         | 2010.         |
| Белци             | 1.036 (95,7%) | 1.101 (90,8%) |
| Афроамериканци    | 19 (1,8%)     | 42 (3,5%)     |
| Азијати           | 1 (0,1%)      | 6 (0,5%)      |
| Хиспаноамериканци | 15 (1,4%)     | 36 (3,0%)     |
| Укупно            | 1.082         | 1.213         |